# Brubruwürger
Der Brubruwürger (Nilaus afer) ist ein 15 Zentimeter großer Singvogel aus der Familie der Buschwürger (Malaconotidae). Er ist der einzige Vertreter der Gattung Nilaus.
Der Vogel kommt in Subsahara-Afrika bis 2500 m Höhe vor.
Der Lebensraum umfasst überwiegend trockene, offene mit höheren bis hohen Bäumen bestandene Flächen unterschiedlicher Art je nach Verbreitungsgebiet.
Der Artzusatz bezieht sich auf Afrika.

## Aussehen
Die Vögel haben ein weißes Bauchgefieder, der Rücken ist schwarzweiß gestreift. Die Flügel sind schwarz und haben dicke weiße, längliche Streifen. Unter den Flügeln ist das Gefieder bräunlich gefärbt. Die Beine und die untere Schnabelhälfte sind grau und die Schnabeloberseite ist schwarz. Der Kopf ist weiß, bis auf die schwarze Stirn  und einen länglichen schwarzen Streifen entlang der Augenpartie. Das Rückengefieder ist schwarz mit weißen und braunen Stellen untersetzt. Männchen und Weibchen unterscheiden sich äußerlich nicht voneinander.

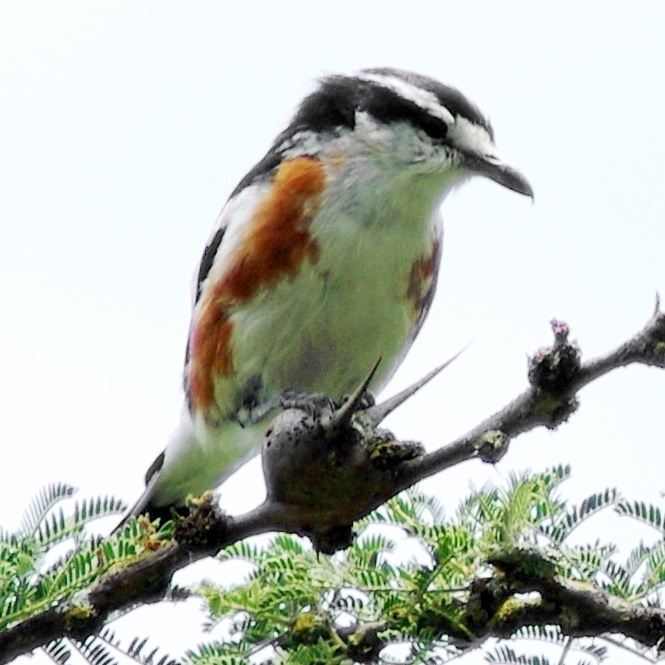
Die Unterart Nilaus afer massaicus

## Geografische Variation
Es werden folgende Unterarten anerkannt:
- N. a. afer (Latham, 1801), Nominatform – Senegal und Gambia bis Äthiopien
- N. a. camerunensis Neumann, 1907, – Kamerun bis Nordost der Demokratischen Republik Kongo
- N. a. hilgerti Neumann, 1907, – Ostäthiopien
- N. a. minor Sharpe, 1895, – Südosten des Sudans bis Somalia, Kenia und Nordosten Tansanias. N. a. hilgerti und N. a. minor werden von Avibase zusammengefasst.[1]
- N. a. massaicus Neumann, 1907 – Osten der Demokratischen Republik Kongo bis Südwestkenia und Nordtansania
- N. a. nigritemporalis Reichenow, 1892, – Ostangola bis Tansania, Sambia und Mosambik
- N. a. brubru (Latham, 1801), – Südangola bis Norden Südafrika und Eswatini
- N. a. solivagus Clancey, 1958, – Simbabwe, Südwesten Mosambiks, Osteswatini und Südafrika
- N. a. affinis Bocage, 1878, – Nordangola und Süden der Demokratischen Republik Kongo
- N. a. miombensis Clancey, 1971, – Südosten Mosambiks

## Stimme
Der Ruf des Männchens wird als trillerndes „prrrr“ oder „tip-ip-ip prrr“ beschrieben.

## Lebensweise
Die Vögel leben in den Kronen hoher Bäume, wo sie auf die Jagd nach Insekten gehen, die sie von den Blättern picken oder im Fluge fangen. Zur Kontaktaufnahme mit dem Weibchen und zur Abgrenzung ihres Territoriums gegenüber fremden Artgenossen stoßen sie einen sehr lauten Ruf bruuu-bruuu aus, nach dem sie benannt worden sind.

## Fortpflanzung
Das Weibchen legt 2–7 gefleckte oder gestreifte Eier in ein Nest, welches sich in hohen Bäumen oder Sträuchern befindet. Die Brutzeit beträgt 12 bis 18 Tage, danach verbleiben die Jungvögel bis zu 20 Tage im Nest.

## Gefährdungssituation
Die Art gilt aufgrund ihrer weiten Verbreitung und weil für diese Art keinerlei Gefährdungen bekannt sind als nicht gefährdet (Least Concern).